# جيمس كراوز
جيمس كراوز (بالإنجليزية: James Krause) هو فنان قتال مختلط أمريكي، ولد في 4 يونيو 1986 في نيوبورت نيوز في الولايات المتحدة.

## وصلات خارجية
- جيمس كراوز على موقع يو إف سي (الإنجليزية)
- جيمس كراوز على موقع بيلاتور (الإنجليزية)
- جيمس كراوز على موقع شيردوغ (الإنجليزية)
- جيمس كراوز على موقع Tapology.com (الإنجليزية)
- جيمس كراوز على موقع IMDb (الإنجليزية)